# Andy Griffith
Andy Samuel Griffith (ur. 1 czerwca 1926 w Mount Airy, zm. 3 lipca 2012 w Manteo) – amerykański aktor. Odtwórca roli szeryfa Andy’ego Taylora w sitcomie CBS The Andy Griffith Show (1960–1968) i prawnika Bena Matlocka w serialu NBC / ABC Matlock (1986–1995).
21 kwietnia 1976 otrzymał własną gwiazdę w Alei Gwiazd w Los Angeles znajdującą się przy 6418 Hollywood Boulevard.

## Życiorys

### Wczesne lata
Urodził się w Mount Airy w stanie Karolina Północna jako syn Genevy (z domu Nunn) i Carla Lee Griffitha. Jego rodzina była pochodzenia angielskiego, a także miała korzenie irlandzkie, niemieckie, francuskie, szkockie i walijskie. Uczęszczał do Mount Airy High School. W 1949 ukończył studia muzyczne na Uniwersytecie Karoliny Północnej w Chapel Hill.

### Kariera
Był utalentowanym muzykiem, który wcześnie aspirował do roli śpiewaka operowego. Ale zamiast tego zyskał sławę jego monolog, który został wydany jako singiel „What it Was, Was Football” (1953) przez wytwórnię Colonial Records i stał się hitem, osiągając dziewiąte miejsce na listach przebojów w 1954 i jednym z najpopularniejszych nagranych monologów wszech czasów. W 1955 zadebiutował na Broadwayu w roli poborowego w siłach powietrznych Willa Stockdale’a w komedii Nie ma czasu dla sierżantów, za którą otrzymał nagrodę Theatre World i nominację do nagrody Tony. W kinowym dramacie Elii Kazana Twarz w tłumie (A Face in the Crowd, 1957) zagrał żądnego władzy „chłopaka ze wsi”, włóczęgę, który zostaje gospodarzem telewizyjnym i wykorzystał swój program jako bramę do władzy politycznej.
W 1960 zdobył nominację do Tony Award za broadwayowską rolę Toma Destry w musicalu Destry znowu w siodle opartym na powieści Maxa Branda. W 1976 otrzymał swoją gwiazdę na Hollywoodzkiej Alei Gwiazd. Za kreację Asha Robinsona, bogatego członka społeczności Houston w dramacie NBC Morderstwo w Teksasie (Murder in Texas, 1981) opartym na faktach u boku Katharine Ross, Sama Elliotta i Farrah Fawcett był nominowany do nagrody Emmy dla najlepszego aktora drugoplanowego w serialu lub filmie limitowanym lub w antologii. W 1997 powrócił do swojej pierwszej miłości do muzyki i wygrał nagrodę Grammy za album gospel I Love to Tell the Story: 25 Timeless Hymns. W 2005 został odznaczony Prezydenckim Medalem Wolności.

## Życie prywatne
Był trzykrotnie żonaty. 26 sierpnia 1949 poślubił Barbarę Bray Edwards, z którą miał dwoje adoptowanych dzieci – Andy’ego Samuela (ur. 8 grudnia 1958), który zmarł 17 stycznia 1996 na alkoholizm w wieku 37 lat i Dixie. 16 października 1972 doszło do rozwodu. 11 czerwca 1975 ożenił się z Solicą Casuto, z którą się rozwiódł w 1981. 2 kwietnia 1983 poślubił Cindi Knight.
9 maja 2000 przeszedł czterokrotne pomostowanie aortalno-wieńcowe.

### Śmierć
Zmarł 3 lipca 2012 na atak serca w wieku 86 lat w swoim domu w Manteo.